# Vasky
Vasky trade s.r.o. je česká firma ze Lhoty u Zlína, která vyrábí koženou obuv značky VASKY šitou konstrukcí flexible nebo lepenou konstrukcí.[zdroj?] Byla založena v roce 2016.

## Historie
Firmu založil v roce 2016 ve svých 18 letech Václav Staněk ze Fryštáku. Chtěl tím navázat na místní obuvnickou tradici z dob Tomáše Bati. Prezentace probíhala nejdřív ve zlínských kavárnách, později vznikl e-shop a první větší kolekce. Historicky prvním modelem firmy je model Vasky Farm Low, které dodnes patří mezi nejprodávanější.
V červenci 2018 byla otevřena první prodejna v Praze. K lednu 2021 měla značka 4 prodejny v České republice a to ve čtyřech městech – Praha (na ulici Na Příkopě), Ostrava (v obchodním centru Forum Nová Karolina), Brno (v Běhounské ulici) a ve Zlíně (na tř. Tomáše Bati).
V roce 2016 značka zvítězila v soutěži T-mobile rozjezdy. O dva roky později byl Václav Staněk zařazen časopisem Forbes do žebříčku třiceti talentovaných Čechů pod 30 let. Následující rok značka získala ocenění v anketě „Nejlepší podnikatelský příběh roku 2019“ a Václav Staněk byl oceněn odbornou porotou jako začínající podnikatel roku 2019.

## Akvizice
V roce 2023 firma Vasky oznámila koupi značky Botas. Výrobky pod značkou Botas se vyráběly ve Skutči na Chrudimsku od roku 1963. Cena transakce nebyla zveřejněna.

## Produkty
Sortiment značky se dělí na dámský a pánský. Boty se vyrábí v těchto variantách: kotníkové, polobotky, tenisky, pantofle a sandály. Obuv je většinou vyráběna v černé, hnědé, šedé, béžové, modré, bílé, červené nebo v růžové barvě.[zdroj?]
Společnost později začala nabízet i módní kožené doplňky – peněženky, pásky, kabelky, tašky, klíčenky a cestovatelské deníky. Dále nabízela ponožky a vlněné oblečení – svetry, rukavice, čepice a šály.